# Reino de Tesalónica
El Reino de Tesalónica (en griego: Βασίλειο της Θεσσαλονίκης) fue un Estado efímero fundado después de la cuarta cruzada sobre los territorios conquistados del Imperio bizantino. Su capital era la ciudad de Tesalónica y rendía vasallaje al Imperio latino. Después de la caída de Constantinopla por los ejércitos de la cuarta cruzada en 1204, los nobles bizantinos huyeron y se establecieron tanto en Asia Menor (Imperio de Nicea, Imperio de Trebisonda), como en Tracia y Epiro en el continente griego (Despotado de Epiro).
Bonifacio de Montferrato, uno de los jefes de la cruzada, compró los derechos sobre Tesalónica a la República de Venecia, donde se estableció como rey después de no ser elegido soberano del Imperio latino; extendió sus posesiones hacia el norte hasta incluir Macedonia y hacia el sur hasta Tesalia. Fue sucedido en 1207 por su joven hijo Demetrio.
Sin embargo, entre 1215 y 1217, Teodoro Comneno Ducas, gobernante de Epiro, conquistó la mayor parte de Macedonia, y luego presionó sobre Tesalia. Teodoro atacó el reino, que se había debilitado por la partida de muchos de sus caballeros que regresaron a Europa occidental. Teodoro entró en la ciudad de Tesalónica en diciembre de 1224 y depuso a Demetrio.

## Historia

### Establecimiento
Después de no ser elegido emperador latino de Constantinopla, Bonifacio de Montferrato, uno de los jefes de la cuarta cruzada, compró los derechos sobre Tesalónica a la República de Venecia. En agosto de 1204, firmó un tratado de alianza con la república, a través del cual se convirtió en su vasallo y se aseguró al mismo tiempo su apoyo en el conflicto que tenía con el emperador latino. Después de un breve y violento enfrentamiento con las fuerzas del emperador Balduino I por la región de Tracia, en agosto o septiembre de 1204, Bonifacio hizo homenaje al emperador y recibió Tesalónica como feudo. El emperador también tuvo que ratificar los privilegios que habían sido concedidos a la ciudad por los emperadores bizantinos antes de 1204.
En 1205, Bonifacio recibió homenaje de los diferentes señores feudales del centro de Grecia, Tesalia y Eubea. Sus vínculos con el Imperio latino se fortalecieron luego de la boda de su hija Inés con Enrique de Flandes, sucesor de Balduino I, el 4 de febrero de 1207. El vasallaje que vinculaba a Bonifacio con el emperador latino fue validado por Enrique en el verano de 1207.

### La rebelión lombarda
Después de la muerte de Bonifacio, septiembre de 1207, su hijo menor, Demetrio ascendió al trono de Tesalónica. Pronto un movimiento rebelde estalló en perjuicio de Demetrio y Enrique de Flandes. El movimiento, fue organizado por el regente del reino Oberto II de Biandrate y el condestable Amadeo Buffa, dirigido a la separación del reino de la dominación del emperador latino y a la ascensión al trono de Tesalónica del otro hijo de Bonifacio, Guillermo VI de Montferrato. Un tratado que se firmó en mayo de 1209 dio fin a este movimiento, que, sin embargo, logró su objetivo en abril de 1217, cuando el emperador latino Pedro de Courtenay, fue convencido por los demandantes lombardos para reconocer a Guillermo VI todos los derechos y obligaciones del rey latino de Tesalónica, convirtiéndose así en el verdadero gobernante.

### Caída
El reino fue amenazado temporalmente, en los inicios de su existencia, por el zar de Bulgaria, Kaloján, que en el verano de 1205 se trasladó hacia la región occidental de Adrianópolis para un embarco de destructivas y depredadoras invasiones contra muchas ciudades tracias (invierno-primavera de 1205/1206). En el otoño de 1207, Kaloján llegó a los muros de Tesalónica con sus tropas y comenzó a sitiar la ciudad. El asedio de los búlgaros tuvo un final sin gloria, ya que Kaloján fue asesinado (octubre de 1207). En el verano de 1210, el déspota de Epiro Miguel I Comneno Ducas, habiendo logrado la alianza con los búlgaros, atacó al reino capturando a muchos latinos. Gracias a la intervención militar del emperador latino, Tesalónica fue salvada de la amenaza epirota, pero muchas ciudades en Tesalia, como Larisa, Farsalia, Velestino y Halmyros se rindieron al año siguiente.
Hasta principios de 1222, las tropas epirotas habían tomado los fuertes de Platamon y de Serres y se acercaban amenazadoramente a Tesalónica. Con el fin de alejar el peligro de su reino para caer ante el déspota de Epiro Teodoro Comneno Ducas, Demetrio fue a Italia en 1222 y pidió ayuda personalmente. En el verano de ese mismo año, el antiguo regente de Tesalónica y después bailío del reino Oberto II de Biandrate encabezó un cuerpo militar con el fin de proporcionar ayuda militar a Tesalónica. En mayo del año siguiente una operación militar se organizó en Occidente para la defensa de Tesalónica. Bajo la dirección de Guillermo IV de Montferrato, las tropas fueron reunidas en marzo de 1224 en el sur de Italia. Sin embargo, las fuerzas militares de los cruzados llegaron con un gran retraso a Tesalia (1225), mientras que el emperador latino Roberto de Courtenay, totalmente absorto en la lucha contra Juan III Ducas Vatatzés, el emperador de Nicea, no tuvo éxito en enviar refuerzos a tiempo para la defensa del reino. Finalmente, en diciembre de 1224, Tesalónica se rindió ante el déspota de Epiro.

## Organización

### Religión

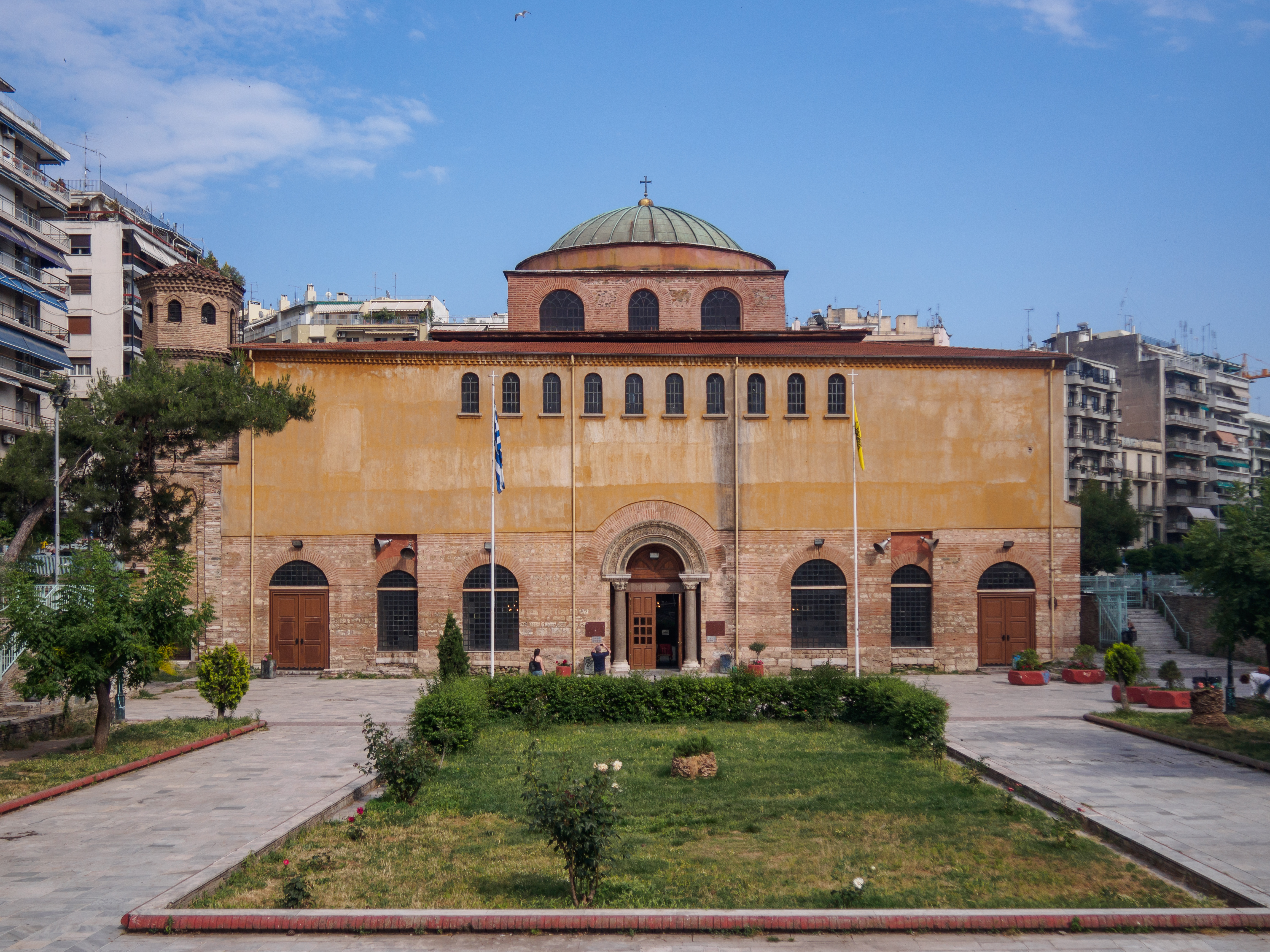
Durante la ocupación latina, la iglesia de Santa Sofía se convirtió en una catedral del arzobispado latino de Tesalónica.

Tesalónica fue organizada en un arzobispado latino y la iglesia de Santa Sofía fue su catedral. El número de obispos que estaban bajo la jurisdicción del arzobispo latino de Tesalónica fue probablemente mantenido, según lo que estaba vigente antes de 1204. Los caballeros hospitalarios, que habían obtenido un puesto en Tesalónia, desarrollaron una importante actividad en el reino y desde allí intentaron expandir sus adquisiciones a Tesalia.
Parece ser que los privilegios y derechos de los habitantes ortodoxos de Tesalónica fueron violados desde el comienzo del dominio latino, aunque Bonifacio de Montferrato no procedió a la confiscación y al reparto de tierras de la Iglesia ortodoxa. Durante el sedicioso movimiento de los señores lombardos, la propiedad de la iglesia fue concedida a los laicos y los hijos de los sacerdotes griegos se vieron obligados a prestar servicio militar.
Durante la segunda asamblea de Ravennika (1210) se decidió que en toda la región desde Tesalónica hasta Corinto, la propiedad de la iglesia estaría exenta de la obligación feudal. A partir de entonces la propiedad sería manejada por el clero que estaba exento de todo gravamen y tarea, con excepción de la obligación del pago de impuesto anual, que fue impuesto a los sacerdotes griegos y latinos.

### Economía
Tesalónica fue el centro de la vida económica del reino. El puerto de la ciudad fue un polo de atracción para muchos comerciantes de ascendencia italiana, principalmente venecianos y genoveses. Sin embargo, su economía se basaba principalmente en la agricultura y no en el comercio. Monedas habían sido acuñadas en el reino, a pesar de su efímera existencia. Aunque no hay monedas con la inscripción del nombre de algún rey latino que haya salido a la luz, monedas como el escifato (bronce) y el tetarteron (oro) se remontan a la época de la ocupación latina de Tesalónica.

### Administración y sociedad

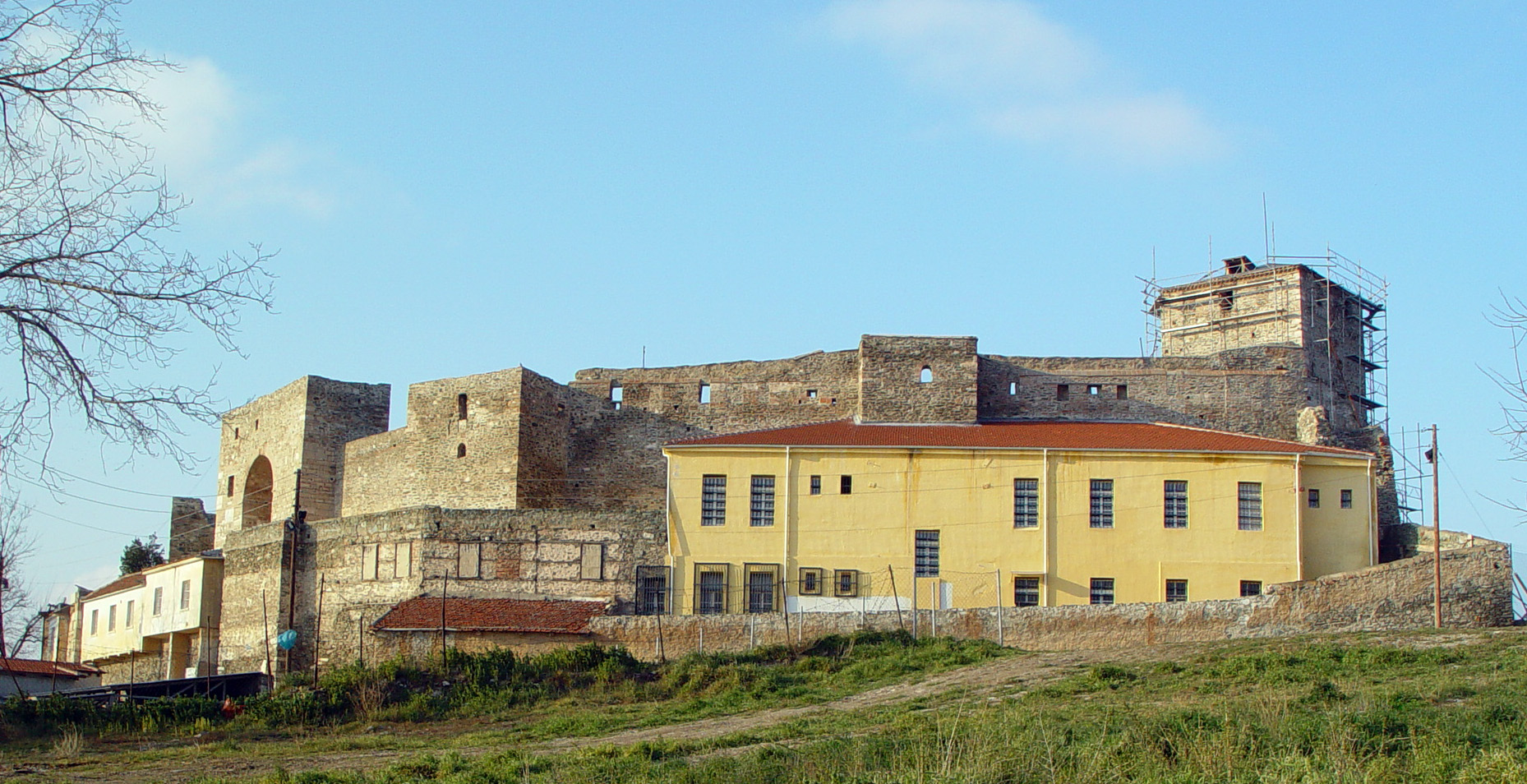
El Reino de Tesalónica fue organizado basándose en los modelos occidentales. Imagen del Heptapirgión.

La administración política y militar del reino fue asignado a los nobles latinos, principalmente de origen lombardo. Los griegos fueron excluidos del ejercicio del poder y las instituciones bizantinas que estaban vigentes en la región antes de 1204, fueron reemplazados por los occidentales. Durante el período en que los señores lombardos gobernaron el reino (después de 1207), la influencia del norte de Italia se hizo más fuerte, mientras que los soldados lombardos asumieron la defensa de Tesalónica.
La sociedad estaba organizada sobre la base de los modelos feudales occidentales. Los latinos transformaron la tierra de la antigua aristocracia bizantina en parcelas feudales y se redistribuyo entre ellos, constituyendo la parte superior de la pirámide social. Los nobles griegos que permanecieron en sus tierras y llegaron a un acuerdo con los conquistadores se integraron en los estratos feudales más bajos. La mayoría de la población griega se mantuvo fuera de la jerarquía feudal, simplemente sirviendo al nuevo estado.